# Ana Díez
Ana Díez (Tudela, Navarra, 22 de febrero de 1957) es una directora y guionista de cine española.

## Biografía
Es licenciada en Medicina.  Se trasladó a México para hacer el doctorado, pero es allí donde decide dedicarse al cine. Es allí donde hace dirección cinematográfica en el Centro de Capacitación Cinematográfica y hace sus primeros trabajos. Allí rodó el documental Elvira Luz Cruz: máxima pena, que recibió distintos galardones.
De regreso a España, se introdujo en el mundillo del cine haciendo todo tipo de labores. Fue auxiliar de dirección en los tres mediometrajes de la productora Irati, trabajó en labores de reparto en 27 horas, Lauaxeta y Santa Cruz, el cura guerrillero.
En 1988, Ángel Amigo le confía la dirección de su primer largometraje, Ander eta Yul (Ander y Yul), basado en un guion premiado en un concurso institucional. Recibió el Goya a la mejor realizadora novel. Años después viajó a Colombia para rodar Todo está oscuro, otra historia sobre los efectos de la violencia con Silvia Munt como protagonista. Del año 2000 fue el documental La mafia en La Habana. Al terminar 2001 presentó su trabajo, Algunas chicas doblan las piernas cuando hablan  En 2008 estrena  Paisito coproducción argentina, uruguaya y española.
Profesora de Guion cinematográfico en la carrera de Comunicación Audiovisual en la Universidad Carlos III de Madrid y socia cofundadora de CIMA (Asociación de mujeres cineastas y de medios audiovisuales) junto a otras cineastas como Inés París, Chus Gutiérrez, Icíar Bollaín o Isabel Coixet.

## Premios
- Goya a la mejor directora novel por Ander eta Yul (1989).
- Premio Ariel al mejor corto documental por Elvira Luz Cruz, pena máxima (1985).[4]

## Filmografía
A quien cierra los ojos (2022).
La casa de las fieras, varios directores (2017).
Paisito (2008).
¡Hay motivo!, varios directores (2004).
Galíndez, Doc. (2003).
Algunas chicas doblan las piernas cuando hablan (2001).
La mafia en La Habana (2000) (basada en El Imperio de La Habana de Enrique Cirules, Premio Casa de las Américas, 1993).
Todo está oscuro (1997)
Ander eta Yul (1989).
Elvira Luz Cruz, pena máxima, codirigido con Dana Rotberg (1985).